# Reijo Ståhlberg
Reijo Ståhlberg (* 21. září 1952, Ekenäs, Uusimaa) je bývalý finský atlet, trojnásobný halový mistr Evropy ve vrhu koulí.
V roce 1980 skončil na letních olympijských hrách v Moskvě ve finále na čtvrtém místě.